# Tekniska högskolan
Tekniska högskolan – podziemna, skalna stacja sztokholmskiego metra, leży w Sztokholmie, w Innerstaden, w dzielnicy Östermalm, w części Östermalm i Norra Djurgården. Na czerwonej linii metra T14, między Stadionem a Universitetem. Dziennie korzysta z niej około 25 200 osób. Stacja jest miejscem przesiadek do Roslagsbanan, obok znajduje się stacja kolejowa Stockholms östra station.
Stacja znajduje się na głębokości 18 m bezpośrednio pod Valhallavägen, między Odengatan i Drottning Kristinas väg. Posiada da wyjścia, północne znajduje się na rogu Valhallavägen i Odengatan, południowe zlokalizowane jest na rogu Valhallavägen, Drottning Kristinas väg i Rödrydsgatan. 
Otworzono ją 30 września 1973 wraz z odcinkiem Östermalmstorg-Tekniska högskolan. Do 12 stycznia 1975 była to stacja końcowa linii T14. Nazwa stacji pochodzi od pobliskiej Królewskiej Wyższej Szkoły Technicznej (szwe. Kungliga Tekniska högskolan). Posiada jeden peron. Stacja została zaprojektowana przez Michaela Granita i Pera H. Reimersa.

## Sztuka
- Malowidła, rysunki techniczne i rzeźby przedstawiające rozwój techniczny, Lennart Mörk, 1973[4]

## Czas przejazdu
| Linia | Stacja        | Czas przejazdu | Stacja                                                    | Czas przejazdu                 |
| T13   | Fruängen      | 24 min         | Östermalmstorg T-Centralen Gamla stan Slussen Liljeholmen | 4 min 6 min 8 min 9 min 16 min |
| T13   | Mörby centrum | 9 min          | Östermalmstorg T-Centralen Gamla stan Slussen Liljeholmen | 4 min 6 min 8 min 9 min 16 min |

## Otoczenie
W otoczeniu stacji znajdują się:
| - Królewska Wyższa Szkoła Techniczna (KTH) - Stockholms östra station - Engelbrektsskolan - Engelbrektskyrkan - E. Keys Park - Norra Real - Balettakademin - S:t Georgios kyrka - Ryska kyrkan | - Sofiahemmet - Sofiahemmets sjuksk. högskola - Försvarshögskolan - Röda Korsets sjukhus - Kovalevskyskolan - Kårhus - Cement och Betong Institutet - Engelbrektsskolan - KTH-hallen |